# John Ruuka
John Ruuka (* 13. August 1995) ist ein kiribatischer Sprinter.

## Biografie
John Ruuka nahm an den Olympischen Sommerspielen 2016 in Rio de Janeiro über 100 Meter teil, schied allerdings in seinem Vorlauf aus. Bei den Ozeanienmeisterschaften 2019 in Townsville konnte er sich mit einer Zeit von 12,02 Sekunden ebenfalls nicht für die nächste Runde qualifizieren.